# Rafaël Nederland
Het kerkgenootschap Rafaël Nederland is de Nederlandse tak van de International Church of the Foursquare Gospel, een pinksterdenominatie die wereldwijd nu 5 miljoen leden heeft en 38.000 kerken in meer dan 120 landen. De naam Rafaël betekent 'God geneest'.

## Geschiedenis
In de zomer van 1975 begon de Bijbelstudiegroep, op de maandagavonden. Wat in de wandelgangen de BSG werd genoemd. De eerste Rafaël-gemeente zag in 1980 het licht. Deze ontstond nadat een aantal echtparen de plaatselijke hervormde kerk verliet nadat zij zich hadden laten "overdopen". Henk Rothuizen richtte in 1989 met een vijftal bevriende gemeenten Rafaël Nederland op. Na twee jaar waren er al zeven kerken aangesloten en zeventien aspirantleden. Rafaël groeide uit tot 42 gemeenten met bijna 4.700 leden anno 2007. In 2016 waren er nog 36 kerken aangesloten bij het kerkgenootschap.
Rothuizen legde in 1997 het voorzitterschap neer en werd opgevolgd door Ap Verwaijen, die op zijn beurt in 2006 door Piet Brinksma werd opgevolgd. Rafaël Nederland wordt geleid door een nationaal geestelijk leiderschapsteam dat bestaat uit meerdere leden en een dagelijks bestuur.
Rafaël is aangesloten bij het Landelijk Platform van de Pinkster- en Volle Evangeliebeweging en MissieNederland. Het kerkgenootschap heeft als doel mensen in een relatie te brengen met Jezus Christus, hen tot herstel te brengen, toe te rusten en uit te zenden. Rafaël legt grote nadruk op het stichten van nieuwe gemeenten.